# Elisabet Cesareo Romero
Elisabet Cesareo Romero   (Sant Joan Despí, 25 de maig de 1999), coneguda esportivament com Eli Cesáreo, és un jugadora d'handbol catalana, que ocupa la posició de pivot.
Formada al Club Handbol Sant Vicenç, la temporada 2016-17 debutà amb l'equip sènior a la Divisió d'Honor Plata. L'any següent fitxà pel BM Aula de Valladolid de la Divisió d'Honor estatal, aconseguint un subcampionat de la Copa de la Reina (2019). Dues temporades després, fitxà pel BM Bera Bera, amb el qual s'ha proclamat campiona de Lliga en tres ocasions de forma consecutiva (2019-20, 2020-21, 2021-22, essent escollida millor pívot de la temporada). Internacional amb la selecció espanyola des del setembre de 2018, ha participat al Campionat del Món de 2019, on aconseguí la medalla d'argent, i ha competit als Jocs Olímpics de Tòquio 2020.